# Outarde de Hartlaub
Lissotis hartlaubii
Espèce
Statut de conservation UICN

 LC  : Préoccupation mineure
Statut CITES
L'Outarde de Hartlaub (Lissotis hartlaubii) est une espèce d'oiseaux de la famille des Otididae.

## Répartition
Cette espèce vit en Éthiopie, au Kenya, en Somalie, au Soudan, en Tanzanie et en Ouganda.